# Albert Schweitzer
Ludwig Philipp Albert Schweitzer OM (Kaysersberg, 14 de janeiro de 1875 — Lambaréné, 4 de setembro de 1965) foi um teólogo, organista, filósofo e médico alemão, nascido na Alsácia, então parte do Império Alemão (atualmente, uma região administrativa francesa). Descendente de uma linhagem de importantes políticos locais, Albert Schweitzer foi filho de Louis Théofile Schweitzer ey Adele Schillinger., cujo grand pai era Philippe-Chrétien Schweitzer, prefeito de Pfaffenhoffen, na Alsácia. Albert era irmão de Charles Schweitzer et de Anne-Marie Schweitzer Schillinger, mãe do filósofo francês Jean-Paul Sartre. Sobre as obras do primo, Albert diria mais tarde, segundo Cohen-Solal (biógrafa de J.P. Sartre), que "todas as opiniões são respeitáveis quando são sinceras, e por conta disso Deus seguramente o perdoará".

## Nacionalidade
Schweitzer Schillinger nasceu na província de Kaysersberg, a qual mudou de mãos entre França e Alemanha próximo e durante seu tempo de vida. Schweitzer considerava-se francês e a maior parte de suas obras foram escritas em alemão. Sua língua materna era o dialeto Alsaciano.

## Vida e obra
Formou-se em teologia e filosofia na Universidade de Estrasburgo, onde, em 1901, o nomearam docente. Em 1900 foi ordenado ministro luterano e serviu na paróquia de São Nicolau em Estrasburgo até 1911, onde também tocava órgão. Tornou-se um dos melhores intérpretes de Bach e uma autoridade na construção de órgãos.
Aos trinta anos, gozava de uma posição invejável: trabalhava numa das mais notáveis universidades europeias; tinha uma grande reputação como músico e prestígio como pastor de sua Igreja. Porém, isto não era suficiente para uma alma sempre pronta ao serviço. Dirigiu sua atenção para os africanos das colônias francesas que, numa total orfandade de cuidados e assistência médica, debatiam-se na dura vida da selva.
Em 1905 iniciou o curso de medicina, e seis anos mais tarde, já formado, casou-se e decidiu partir para Lambaréné, no Gabão, onde uma missão necessitava de médicos. Ao deparar-se com a falta de recursos iniciais, improvisou um consultório num antigo galinheiro e atendeu seus pacientes enfrentando obstáculos como o clima hostil, a falta de higiene, o idioma que não entendia, a carência de remédios e instrumental insuficiente. Tratava de mais de 40 doentes por dia e paralelamente ao serviço médico, ensinava o Evangelho com uma linguagem apropriada, dando exemplos tirados da natureza sobre a necessidade de agirem em benefício do próximo.
Com o início da Primeira Grande Guerra os Schweitzers foram levados para a França, como prisioneiros de guerra. Passaram praticamente todo o período da guerra confinados num campo de concentração. Nesse período, Albert escreve sobre a decadência das civilizações.
Com o final da guerra, retoma seus trabalhos e, ante a visão de um mundo desmoronado, declara: “Começaremos novamente. Devemos dirigir nosso olhar para a humanidade”.
Realiza uma série de conferências, com o único intuito de colher fundos para reconstruir sua obra na África. Torna-se muito conhecido em todos os círculos intelectuais do continente, porém, a fama não o afasta dos seus projetos e sonhos.
Após sete anos de permanência na Europa, parte novamente para Lambarené. Dessa vez acompanhado de médicos e enfermeiras dispostos a ajudá-lo. O hospital é erguido numa área mais propícia, e com o auxílio de uma equipe de profissionais, Schweitzer pôde dedicar algumas horas de seu dia a escrever livros, cuja renda contribuía para manter os pavilhões hospitalares.
Foi laureado em 1952 com o Prêmio Nobel da Paz, como humilde homenagem a um “grande homem”.
Morreu em 4 de setembro de 1965, em Lambaréné, no Gabão. Seu coração encontra-se sepultado no Albert Schweitzer Hospital, na África.

## Trabalhos
Obras Coletadas
- Obras reunidas em cinco volumes. Editado por Rudolf Grabs. Beck, Munique 1974.
  - Volume 1: Aus meinem Leben und Denken; Aus meiner Kindheit und Jugendzeit; Zwischen Wasser und Urwald; Briefe aus Lambarene 1924–1927.
  - Volume 2: Verfall und Wiederaufbau der Kultur; Kultur und Ethik; Die Weltanschauung der indischen Dichter; Das Christentum und die Weltreligionen.
  - Volume 3: Geschichte der Leben-Jesu-Forschung.
  - Volume 4: Die Mystik des Apostels Paulus; Reich Gottes und Christentum.
  - Volume 5: Aus Afrika; Kulturphilosophie und Ethik; Religion und Theologie; Deutsche und französische Orgelbaukunst und Orgelkunst; Goethe. Vier Reden; Ethik und Völkerfrieden.
- Das Albert Schweitzer Lesebuch. Beck, Munique 1995.

Escritos sobre teologia
- Geschichte der Paulinischen Forschung von der Reformation bis auf die Gegenwart. Olms, Hildesheim 2004. (Reimpressão da edição de Mohr, Tübingen 1911)
- Die Mystik des Apostels Paulus. Mohr, Tübingen 1981. (Neudruck der 1. Auflage 1930)
- Geschichte der Leben-Jesu-Forschung. 6. photomechanisch gedruckte Auflage, Mohr, Tübingen 1951.
  - Geschichte der Leben-Jesu-Forschung. 9. Auflage. Mohr, Tübingen 1984.
- Das Abendmahl im Zusammenhang der Geschichte Jesu und der Geschichte des Urchristentums. Olms, Hildesheim 1983. (Reimpressão da edição de Mohr, Tübingen 1901)
- Die psychiatrische Beurteilung Jesu: Darstellung und Kritik. Mohr, Tübingen 1913.
- Das Messianitäts- und Leidensgeheimnis: eine Skizze des Lebens Jesu. 1983.
- Straßburger Predigten. Beck, Munique 1986.
- Das Christentum und die Weltreligionen. Beck, Munique 1923.

Escritos sobre filosofia
- Die Ehrfurcht vor dem Leben – Grundtexte aus fünf Jahrzehnten. Beck, Munique 1991. (6. Auflage)
- Ehrfurcht vor den Tieren – Ein Lesebuch. Beck, Munique 2006 (1. Auflage)
- Die Weltanschauung der indischen Denker: Mystik und Ethik. Beck, Munique 1987.
- Die Religionsphilosophie Kants. Olms, Hildesheim 1990 (zuerst J.C.B.Mohr, Freiburg i. B., Leipzig, Tübingen 1899)
- Kulturphilosophie. Volume 1: Verfall und Wiederaufbau der Kultur; Volume 2. Kultur und Ethik. Beck, Munique 1923.
- Das Problem des Friedens in der heutigen Welt. Beck, Munique 1955. Digitalizado

Escritos musicológicos
- Deutsche und Französische Orgelbaukunst und Orgelkunst. Faksimile-Nachdruck der Ausgabe Leipzig 1906 und des Nachwortes der 2. Aufl. 1927, Breitkopf & Härtel, Wiesbaden, ISBN 978-3-7651-0230-1.
- Johann Sebastian Bach. Breitkopf & Härtel, Leipzig 1908; Nachdruck Breitkopf und Härtel, Wiesbaden 1979, ISBN 3-7651-0034-X.
- Zur Diskussion über Orgelbau. 1914; Hrsg. Erwin R. Jacobi. Verlag Merseburger, Berlim 1977.
- Der für Bachs Werke für Violine Solo erforderliche Geigenbogen. In: Bach – Gedenkschrift, Zürich 1950.

Escritos autobiográficos
- Aus meiner Kindheit und Jugendzeit. Beck, Munique 1991.
- Zwischen Wasser und Urwald. Erlebnisse und Beobachtungen eines Arztes im Urwalde Äquatorialafrikas. Paul Haupt, Bern 1921; ab 1925 auch C. H. Beck’sche Verlagsbuchhandlung, Munique. Der Textauszug aus der Auflage von 1926 Von Straßburg nach Lambarene ist mit einer Kurzbiografie erschienen in: Von Grönland bis Lambarene. Reisebeschreibungen christlicher Missionare aus drei Jahrhunderten. Herausgegeben von Johannes Paul. Evangelische Verlagsanstalt Berlin 1952 (Seite 182–192) = Kreuz-Verlag Stuttgart 1958 (Seite 180–191).
- Mitteilungen aus Lambarene. München 1928.
- Aus meinem Leben und Denken. Meiner Verlag, Leipzig 1931.

Correspondência
- Samuel Geiser (Hrsg.): Briefe an Anna Joss. In: Albert Schweitzer im Emmental. Vier Jahrzehnte Zusammenarbeit zwischen dem Urwalddoktor von Lambarene und der Lehrerin Anna Joss in Kröschenbrunnen. Zürich und Stuttgart 1974.
- Hans-Joachim Mähl (Hrsg.): Erneuerung der Religion im Zeichen der Humanität. Unveröffentlichte Briefe Albert Schweitzers an Kurt Leese. In: Zeitschrift für Neuere Theologiegeschichte. Volume 4, 1997, S. 82–113.
- Albert Schweitzer / Fritz Buri: Existenzphilosophie und Christentum. Briefe 1935–1964. Introduzido, comentado e ed. por Andreas Urs Sommer. Beck, Munique 2000, ISBN 3-406-46730-X.
- Herbert Spiegelberg (Hrsg.): The Correspondence between Bertrand Russell and Albert Schweitzer. In: International Studies in Philosophy. Volume 12, 1980.